# Unterschlatt
Unterschlatt är en ort i kommunen Schlatt i kantonen Zürich, Schweiz. 